# 1. asociační liga 1932-1933
La 1. asociační liga 1932-1933 vide la vittoria finale dello Slavia Praga.
Capocannoniere del torneo fu Gejza Kocsis del Bohemians Praga con 23 reti.

## Classifica finale
|    | Classifica      | G  | V  | N | P  | GF | GS | Pti |
| -- | --------------- | -- | -- | - | -- | -- | -- | --- |
| 1  | Slavia Praga    | 18 | 12 | 2 | 4  | 60 | 21 | 26  |
| 2  | Sparta          | 18 | 10 | 4 | 4  | 53 | 31 | 24  |
| 3  | Viktoria Plzeň  | 18 | 9  | 4 | 5  | 37 | 32 | 22  |
| 4  | Viktoria Žižkov | 18 | 10 | 1 | 7  | 41 | 33 | 21  |
| 5  | Kladno          | 18 | 9  | 0 | 9  | 41 | 34 | 18  |
| 6  | Bohemians       | 18 | 8  | 2 | 8  | 47 | 45 | 18  |
| 7  | Náchod-Deštné   | 18 | 8  | 2 | 8  | 41 | 48 | 18  |
| 8  | Teplitzer       | 18 | 7  | 3 | 8  | 39 | 38 | 17  |
| 9  | Libeň           | 18 | 3  | 2 | 13 | 31 | 68 | 8   |
| 10 | Plzeň           | 18 | 2  | 4 | 12 | 18 | 58 | 8   |

## Verdetti
- Slavia Praga campione di Cecoslovacchia 1932-1933.
- Slavia Praga e Sparta ammesse alla Coppa Mitropa 1933.
- Libeň e Plzeň Retrocessi.